# أغيلي (تراث شعبي)
أغيلي (بالإنجليزية: Ajilee)‏ مجموعة روايات عرفت خطأ باسم "أسلوب الدعارة"، تروي حكايات الصيد وسحر العشق، لدى هنود أمريكا الشمالية.

## معرض صور

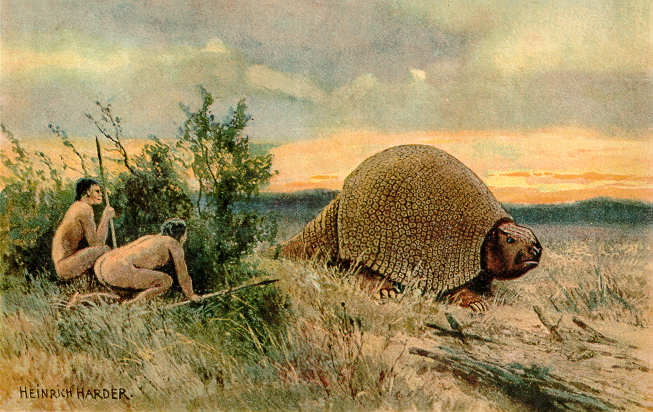
رسم توضيحي للسكان الأصليين وهم يصطادون غليبتودون.
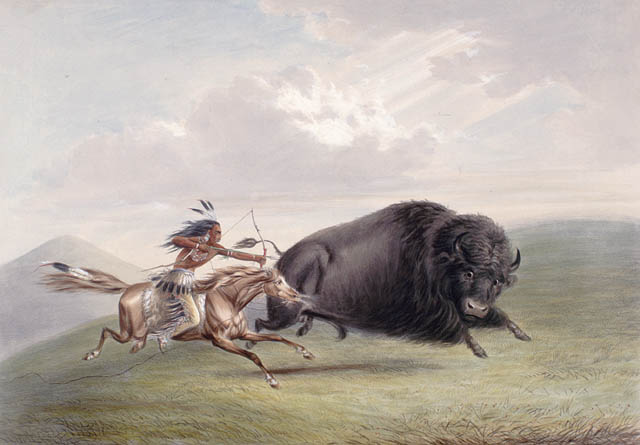
مطاردة البيسون يصورها جورج كاتلين.
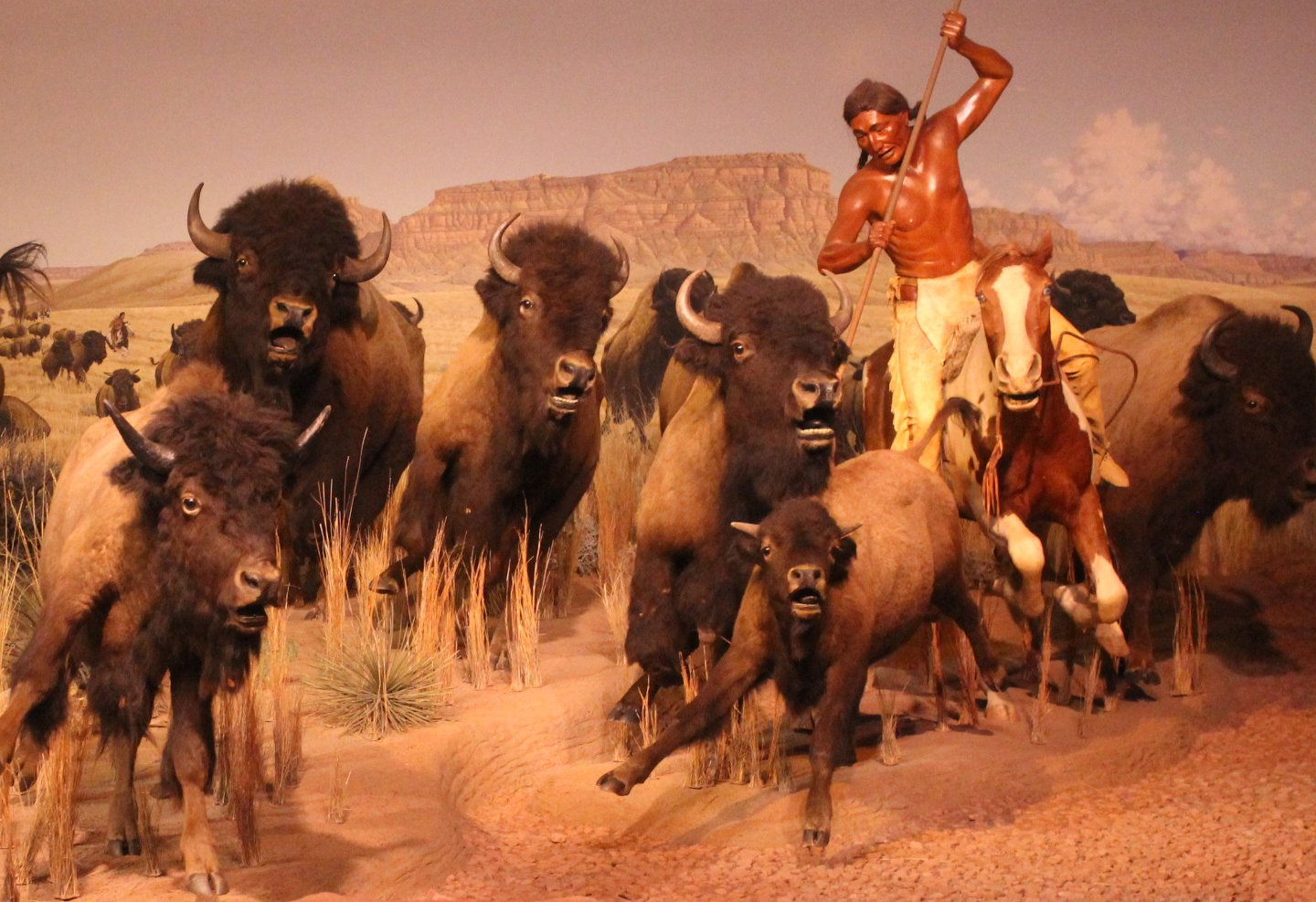
مطاردة حيوان البيسون من قبل أحد السكان الأصليين.
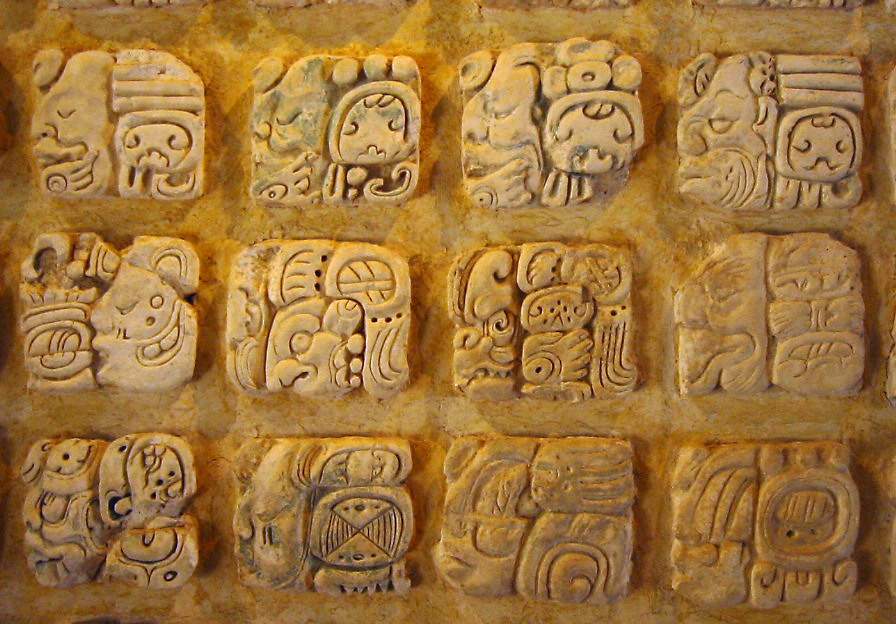
صورعلى الجص من المايا في متحف Sitio في بالينكو، المكسيك.
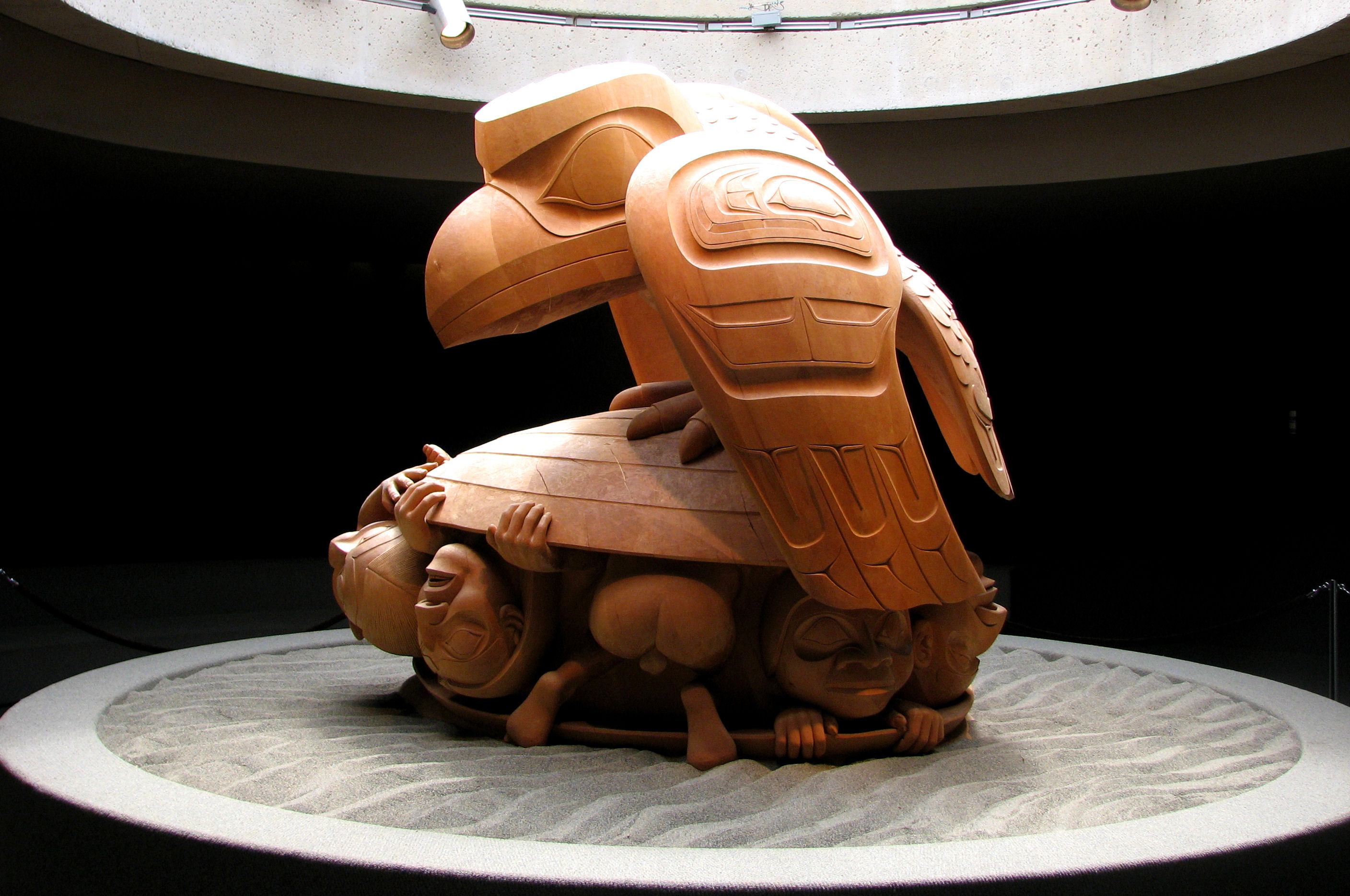
الغراب والرجل الأول. يمثل الغراب شخصية المحتال المشترك في العديد من الأساطير.